# 布欽 (柳別希夫區)
51°50′19″N 25°36′25″E / 51.83861°N 25.60694°E
布欽（烏克蘭語：Бучин），是烏克蘭的村落，位於該國西部沃倫州，由卡明-卡希尔斯基区負責管轄，面積20.01平方公里，海拔高度140米，2023年人口100，人口密度每平方公里10.9人。